# Championnat de Belgique de rugby à XV 2015-2016
Navigation
Championnat 2014-2015 Championnat 2016-2017
Le Championnat de Belgique de rugby à XV 2015-2016, appelé Bofferding Rugby League du nom de son sponsor, oppose les huit meilleures équipes belges de rugby à XV. 

## Liste des équipes en compétition
Le Rugby Ottignies Club, vainqueur de la division 2, est promu en première division et remplace le RFC Liège. La compétition oppose pour la saison 2015-2016 les huit meilleures équipes belges de rugby à XV :
| Équipes             | Ville               | Stade                     |
| ------------------- | ------------------- | ------------------------- |
| ASUB Rugby Waterloo | Waterloo            | Stade du Pachy            |
| Boitsfort RC        | Watermael-Boitsfort | Stade des Trois Tilleuls  |
| RC La Hulpe         | La Hulpe            | Stade du Brésil           |
| Dendermondse RC     | Termonde            | Sportcomplex Sint-Gillis  |
| Kituro RC           | Schaerbeek          | Complexe Wahis            |
| RC Frameries        | Frameries           | Terrain 1 Cité Pierard    |
| RC Soignies         | Soignies            | Chemin Tour Lette         |
| ROC                 | Ottignies           | Stade Boubacar Barry Copa |

### Classement de la phase régulière
| Rang | Club             | J  | V  | N | D  | Bo | Bd | Pm  | Pe  | Diff | Pts |
| ---- | ---------------- | -- | -- | - | -- | -- | -- | --- | --- | ---- | --- |
| 1    | Dendermonde RC   | 14 | 13 | 0 | 1  | 10 | 0  | 490 | 150 | +340 | 62  |
| 2    | ASUB Waterloo    | 14 | 11 | 0 | 3  | 6  | 0  | 360 | 229 | +131 | 50  |
| 3    | RC Soignies      | 14 | 7  | 1 | 6  | 6  | 0  | 324 | 251 | +73  | 36  |
| 4    | RC Frameries     | 14 | 8  | 0 | 6  | 1  | 0  | 214 | 259 | -45  | 33  |
| 5    | Kituro RC (T)    | 14 | 5  | 0 | 9  | 4  | 0  | 254 | 359 | -105 | 24  |
| 6    | Ottignies RC (P) | 14 | 4  | 0 | 10 | 7  | 0  | 232 | 350 | -118 | 23  |
| 7    | La Hulpe         | 14 | 4  | 1 | 9  | 4  | 0  | 228 | 335 | -107 | 22  |
| 8    | Boitsfort RC     | 14 | 3  | 0 | 11 | 5  | 0  | 181 | 350 | -169 | 17  |

|  | Qualifiés pour la phase finale (no 1, no 2, no 3, no 4) |
|  | Relégué (no 8)                                          |
|  | T : tenant du titre 2015 • P : promu 2015               |

Attribution des points : victoire sur tapis vert : 5, victoire : 4, match nul : 2, défaite : 0, forfait : -2 ; plus les bonus (offensif : 4 essais marqués ; défensif : défaite par 7 points d'écart ou moins).
Règles de classement : ?

### Phase finale
Les quatre premiers de la phase régulière sont qualifiés pour les demi-finales. L'équipe classée première affronte à domicile celle classée quatrième alors que la seconde reçoit la troisième.
|  | Demi-finales        | Demi-finales  |                 |    | Finale      | Finale      |
|  | Demi-finales        | Demi-finales  |                 |    | Finale      | Finale      |
|  |                     |               |                 |    |             |             |
|  | 8 mai 2016          | 8 mai 2016    |                 |    | 21 mai 2016 | 21 mai 2016 |
|  | 8 mai 2016          | 8 mai 2016    |                 |    | 21 mai 2016 | 21 mai 2016 |
|  | [1] Dendermondse RC | 65            |                 |    | 21 mai 2016 | 21 mai 2016 |
|  | [1] Dendermondse RC | 65            |                 |    | 21 mai 2016 | 21 mai 2016 |
|  | [3] RC Frameries    | 3             |                 |    | 21 mai 2016 | 21 mai 2016 |
|  | [3] RC Frameries    | 3             | Dendermondse RC | 28 |             |             |
|  | 8 mai 2016          |               | Dendermondse RC | 28 |             |             |
|  |                     | ASUB Waterloo | 17              |    |             |             |
|  | [2] ASUB Waterloo   | ASUB Waterloo | 17              | 31 |             |             |
|  | [2] ASUB Waterloo   |               |                 | 31 |             |             |
|  | [4] RC Soignies     | 12            |                 |    |             |             |
|  | [4] RC Soignies     | 12            |                 |    |             |             |

#### Demi-finales
| 8 mai 2016 15 h 00 | Dendermondse RC | 65 - 3 | RC Frameries |  |
| 8 mai 2016 15 h 00 |                 |        |              |  |
| 8 mai 2016 15 h 00 |                 |        |              |  |

| 8 mai 2016 15 h 00 | ASUB Waterloo | 31 - 12 | RC Soignies |  |
| 8 mai 2016 15 h 00 |               |         |             |  |
| 8 mai 2016 15 h 00 |               |         |             |  |

#### Finale
| 21 mai 2016 17 h 00 | Dendermondse RC | 28 - 17 | ASUB Waterloo | Petit Heysel, Bruxelles |
| 21 mai 2016 17 h 00 |                 |         |               | Petit Heysel, Bruxelles |
| 21 mai 2016 17 h 00 |                 |         |               | Petit Heysel, Bruxelles |